# Liste der Baudenkmäler in Wartenberg (Oberbayern)

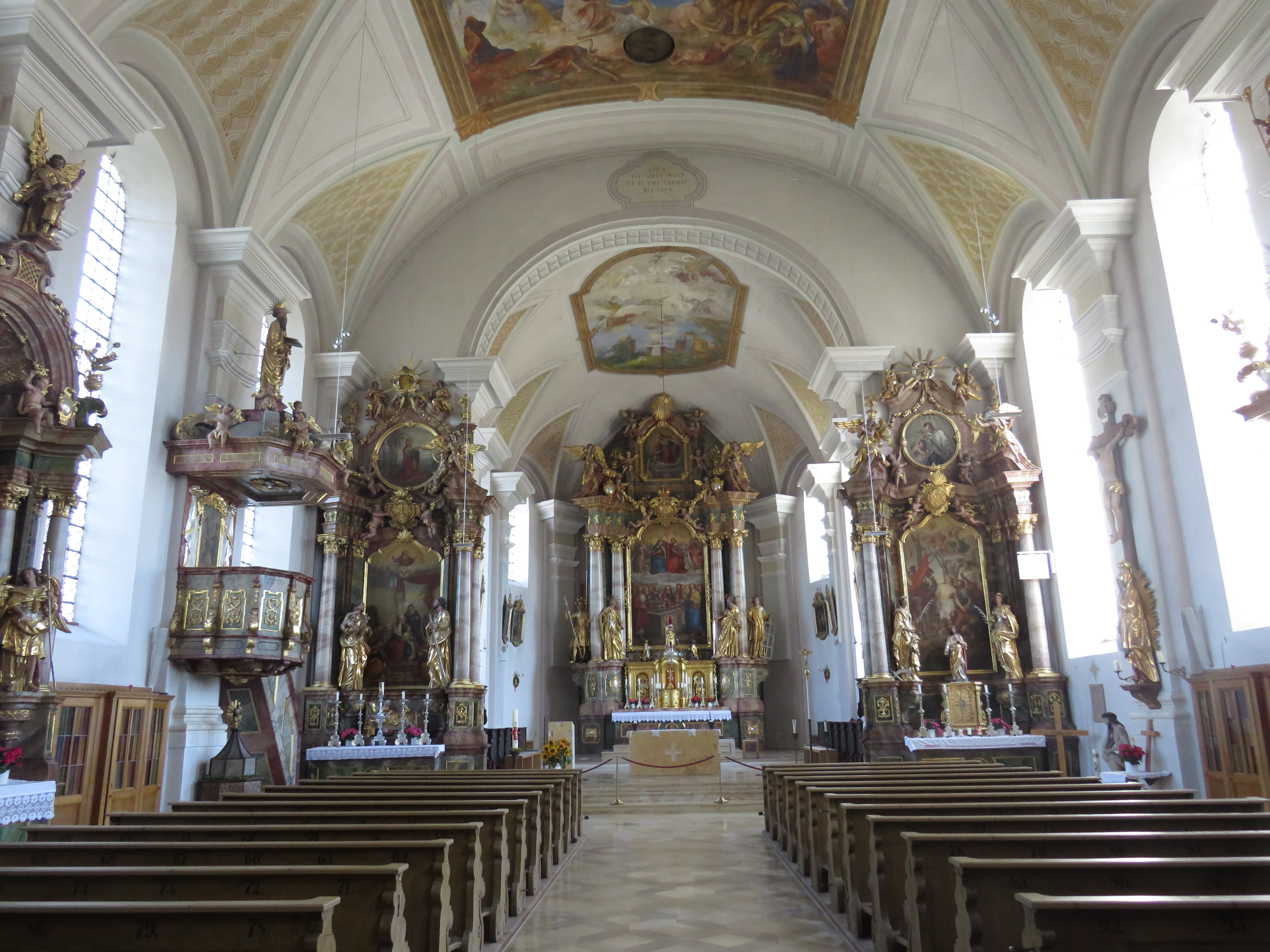
Innenraum von Mariä Geburt in Wartenberg

Auf dieser Seite sind die Baudenkmäler in dem oberbayerischen Markt Wartenberg zusammengestellt. Diese Tabelle ist eine Teilliste der Liste der Baudenkmäler in Bayern. Grundlage ist die Bayerische Denkmalliste, die auf Basis des Bayerischen Denkmalschutzgesetzes vom 1. Oktober 1973 erstmals erstellt wurde und seither durch das Bayerische Landesamt für Denkmalpflege geführt wird. Die folgenden Angaben ersetzen nicht die rechtsverbindliche Auskunft der Denkmalschutzbehörde.

## Baudenkmäler nach Ortsteilen

### Wartenberg
| Lage                            | Objekt                                                                                 | Beschreibung | Akten-Nr.     | Bild                                                   |
| ------------------------------- | -------------------------------------------------------------------------------------- | --- | ------------- | ------------------------------------------------------ |
| Am Burggraben 20 (Standort)     | Ehemalige Burgkapelle St. Nikolaus                                                     | Auf dem Berg der abgegangenen Burg Wartenberg, kleiner Saalbau mit Apsis und romanischen und gotischen Stilelementen, 12./13. Jahrhundert; mit Ausstattung. | D-1-77-143-3  | weitere Bilder                                         |
| Eichenstraße 22 (Standort)      | Ehemaliges Sommerhaus des Bildhauers Richard Engelmann                                 | Eingeschossiger, asymmetrisch gegliederter Bau, nach Entwurf von Henry van de Velde, 1913; mit zugehörigem, gleichartigem Ateliergebäude (ca. 10 m entfernt). | D-1-77-143-4  | Ehemaliges Sommerhaus des Bildhauers Richard Engelmann |
| Heimstraße 2 (Standort)         | Kapelle                                                                                | Hauskapelle des Kinderheims St. Josef, kleiner Saalbau in neubarockem Stil, um 1922; mit Ausstattung. | D-1-77-143-5  | BW                                                     |
| Auf dem Burgberg (Standort)     | Stele                                                                                  | Gedenkstele an die abgegangene Burg Wartenberg, klassizistische Stele aus Kalkstein auf einem dreistufigen Postament, 1855. Inschriften: - Hier stand die Burg Wartenberg - Otto der Größere, Stammvater des bayerischen Regentenhauses wohnte auf der Burg ob Wartenberg laut Urkunde von 1171. - Ludwig der Kelheimer lebte in seiner Jugend auf dem Schlosse Wartenberg. 1183–1192. - Herzog Ferdinand von Bayern, vermählt mit Maria Pettenbeck, gründete unter Wilhelm V aufs Neue das Haus Wartenberg dessen Nachkommen blühten als Grafen von Wartenberg. 1588–1736. | D-1-77-143-17 | weitere Bilder                                         |
| Marktplatz (Standort)           | Mariensäule                                                                            | Säulenfigur auf hohem Pfeilerpostament, bezeichnet mit „1891“. | D-1-77-143-7  | Mariensäule                                            |
| Nikolaibergstraße 3 (Standort)  | Ehemaliges Kellerhaus                                                                  | giebelständiger zweigeschossiger Satteldachbau mit Putzgliederung, in historisierender Formensprache, Erdgeschoss mit tonnengewölbtem Lager- und Eiskeller, um 1880, nach Nordwesten erweitert um zwei Gärkeller, 1911 und 1927. | D-1-77-143-18 | BW                                                     |
| Obere Hauptstraße 10 (Standort) | Katholische Pfarrkirche Mariä Geburt                                                   | Langgestreckter spätbarocker Saalbau mit eingezogenem Chor und Spindelhelm von Anton Kogler, 1719–23, Turmerhöhung von Johann Baptist Lethner, 1763; mit Ausstattung. | D-1-77-143-1  | weitere Bilder                                         |
| Obere Hauptstraße 21 (Standort) | Wohnhaus                                                                               | Zweigeschossiger Halbwalmdachbau mit Ecklaube, Traufsöller und Gred mit durchbrochener Ziegelbrüstung, zweite Hälfte 18. Jahrhundert. | D-1-77-143-9  | Wohnhaus                                               |
| Rockelfing 12 (Standort)        | Ehemalige Pfarrkirche St. Georg, jetzt Friedhofskirche, sogenannte Rockelfinger Kirche | Polygonal abschließender Chor und Turm einer ehemaligen Saalkirche, 1516, Langhaus ab 1708 abgebrochen, Lourdesgrotte 1887 angefügt; mit Ausstattung. | D-1-77-143-2  | weitere Bilder                                         |

### Auerbach
| Lage                   | Objekt                                    | Beschreibung                                                                                              | Akten-Nr.     | Bild           |
| ---------------------- | ----------------------------------------- | --- | ------------- | -------------- |
| Auerbach 25 (Standort) | Katholische Filialkirche St. Bartholomäus | Einheitlicher barocker Saalbau mit eingezogenem halbrundem Chor, von Anton Kogler, 1720; mit Ausstattung. | D-1-77-143-12 | weitere Bilder |

### Manhartsdorf
| Lage                      | Objekt                                                            | Beschreibung | Akten-Nr.     | Bild                                                              |
| ------------------------- | ----------------------------------------------------------------- | --- | ------------- | ----------------------------------------------------------------- |
| Manhartsdorf 4 (Standort) | Wohnteil eines ehemaligen Bauernhauses, sogenannter Zehetmair-Hof | Zweigeschossiger Blockbau mit Steildach und gedrechselten Balusterlauben, bezeichnet mit „1821“; am ursprünglichen Standort in Bergham/Altenerding 1973 abgetragen, Transferierung 1998 abgeschlossen. | D-1-77-143-16 | Wohnteil eines ehemaligen Bauernhauses, sogenannter Zehetmair-Hof |

### Moos
| Lage               | Objekt     | Beschreibung | Akten-Nr.    | Bild |
| ------------------ | ---------- | --- | ------------ | ---- |
| Moos 15 (Standort) | Hofkapelle | Rechteckige Marienkapelle mit polygonalem Chorabschluss und kleinem Dachreiter, erste Hälfte 19. Jahrhundert; mit Ausstattung. | D-1-77-143-8 | BW   |

### Pesenlern
| Lage                   | Objekt                              | Beschreibung                                                                                 | Akten-Nr.     | Bild                                |
| ---------------------- | ----------------------------------- | -------------------------------------------------------------------------------------------- | ------------- | ----------------------------------- |
| Pesenlern 2 (Standort) | Katholische Filialkirche St. Ulrich | Kleiner romanischer Bau mit Apsis und barockem Dachreiter, 12. Jahrhundert; mit Ausstattung. | D-1-77-143-13 | Katholische Filialkirche St. Ulrich |

### Thenn
| Lage                | Objekt                         | Beschreibung                                                           | Akten-Nr.     | Bild                           |
| ------------------- | ------------------------------ | ---------------------------------------------------------------------- | ------------- | ------------------------------ |
| In Thenn (Standort) | Hofkapelle des Angermaierhofes | Frühneugotischer Bau mit kleinem Dachreiter, um 1830; mit Ausstattung. | D-1-77-143-15 | Hofkapelle des Angermaierhofes |

## Ehemalige Baudenkmäler
In diesem Abschnitt sind Objekte aufgeführt, die früher einmal in der Denkmalliste eingetragen waren, jetzt aber nicht mehr. Objekte, die in anderem Zusammenhang – also z. B. als Teil eines Baudenkmals – weiter eingetragen sind, sollen hier nicht aufgeführt werden. Aktennummern in diesem Abschnitt sind ehemalige, jetzt nicht mehr gültige Aktennummern.

| Lage                              | Objekt                                 | Beschreibung | Akten-Nr.     | Bild |
| --------------------------------- | -------------------------------------- | --- | ------------- | ---- |
| Pesenlern Pesenlern 56 (Standort) | Ehemaliger Wohnteil eines Bauernhauses | Zweigeschossiger Walmdachbau mit übertünchtem Blockbau-Obergeschoss, Traufschrot, Balkenköpfen und altem Türgerüst, bezeichnet mit „1627“. | D-1-77-143-14 | BW   |